# Cattenbroek (Montfoort en Woerden)

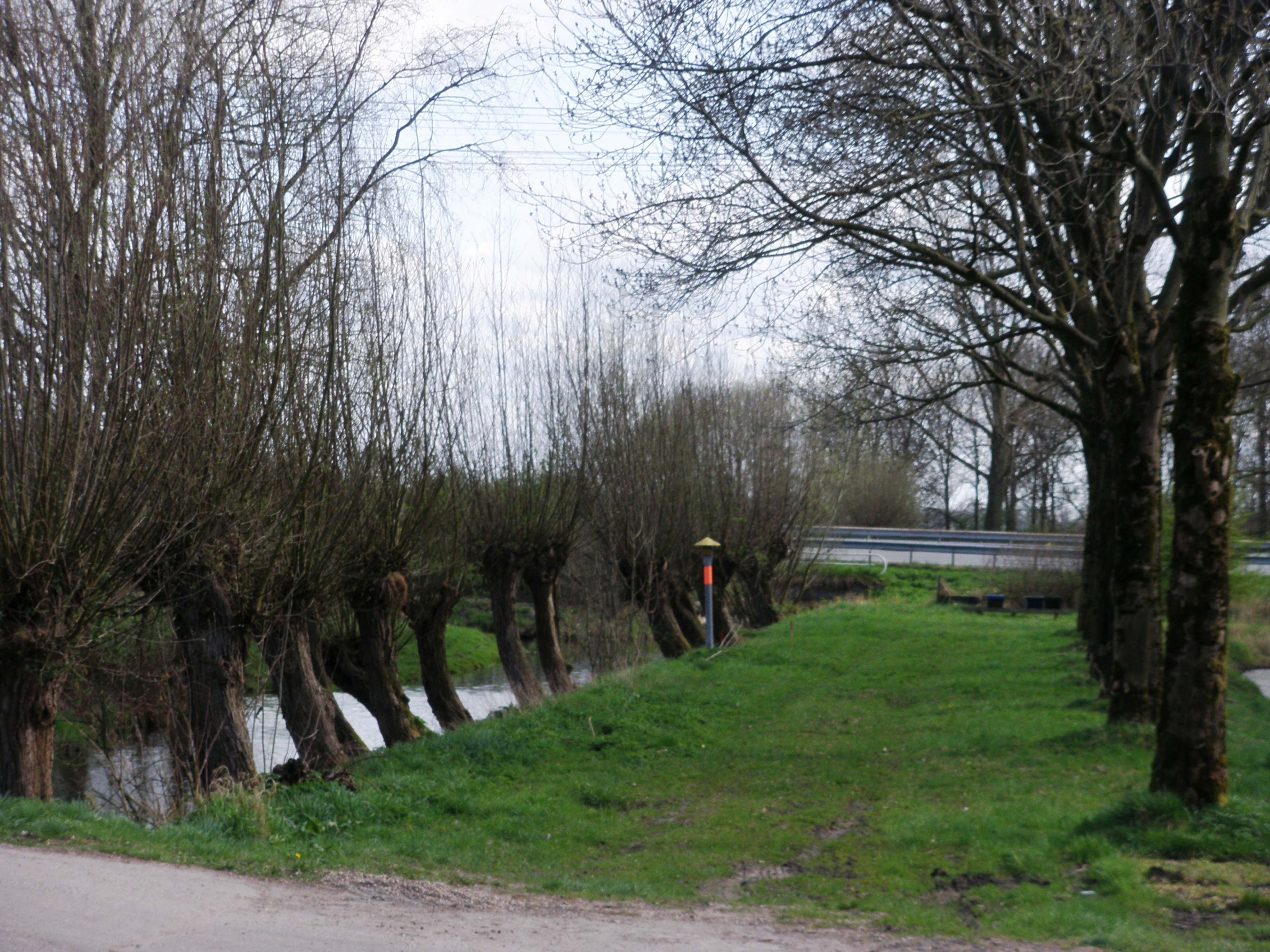
Voormalige traject van de Cattenbroekerdijk

Cattenbroek is een (voormalige) heerlijkheid en plaats in de gemeenten Montfoort en Woerden in de Nederlandse provincie Utrecht.
Cattenbroek was een heerlijkheid. Het gerecht werd per 1 januari 1812 definitief bij de gemeente Linschoten gevoegd.

## Ontginning
Cattenbroek is een polder. De meeste huizen in deze plaats staan langs de Cattenbroekerdijk. De polder is rond 1200 ontgonnen door zogenaamde copers. Dit gebeurde door vanaf de Cattenbroekerdijk met vaste maten het achterliggende woeste land te ontginnen. De achterkade van de Cattenbroekse ontginning is de Hollandse kade die hierdoor parallel loopt met de Cattenbroekerdijk. De Hollandse kade heette vroeger Cattenbroekerkade. Voorbeelden van andere copes zijn Willeskop en Heeswijk. Het achtervoegsel broek in de plaatsnaam betekent laag en drassig land. Cattenbroek wordt voor het eerst genoemd in 1217.

## Cattenbroekerdijk
De Cattenbroekerdijk loopt van de Doeldijk in Montfoort langs Linschoten en vervolgens naar Woerden. Vroeger kon men per auto over de Cattenbroekerdijk helemaal tot aan het Staatsliedenkwartier in Woerden komen, maar sinds de wijk Snel en Polanen is gebouwd is het laatste stuk niet meer voor auto's bereikbaar en is het meer een fietspad in de wijk geworden. De huizen zijn genummerd van Woerden naar Montfoort.
Bij Woerden gaat de Cattenbroekerdijk middels een viaduct over de A12. Een deel van de oorspronkelijke dijk is nog te zien naast de oprit die toegang geeft tot het viaduct, ter hoogte van Cattenbroekerdijk 18. Bij Montfoort loopt de dijk langs de Montfoortse Vaart.

## Cattenbroekerplas
Voor de bouw van de wijken Snel en Polanen en Waterrijk is zand ontgonnen, in de periode 1990-2010. Hierdoor is een waterplas ontstaan, die lokaal tot 34 meter diep is. Het deel naast de snelweg is een recreatieplas, aan de andere kant is de plas een natuurgebied voor watervogels. Tussen deze twee plassen loopt een wandelpad, de Potterskade.

## Bouwwerken van cultuurhistorisch belang
Cattenbroek bezit een aantal bouwwerken die volgens het Monumenten Inventarisatie Project van lokaal (*), regionaal (**) of nationaal (***) cultuurhistorisch belang zijn:
| Afbeelding | Nummer | Huisnaam                         | Bouwjaar   | Soort object              | Verdere info                                                      | Waardering |
| ---------- | ------ | -------------------------------- | ---------- | ------------------------- | ----------------------------------------------------------------- | ---------- |
|            | 7      | -                                | circa 1930 | boerenwoonhuis met schuur | -                                                                 | **         |
|            | 9      | -                                | circa 1910 | langhuisboerderij         | -                                                                 | **         |
|            | 13     | Cattenbroek                      | 1886       | langhuisboerderij         | in 1886 herbouwd op plaats van oudere boerderij                   | **         |
|            | 18     | -                                | circa 1900 | langhuisboerderij         | gemeentelijk monument                                             | ***        |
|            | 22     | Westborch                        | 20e eeuw   | langhuisboerderij         | -                                                                 | **         |
|            | 25     | Jonghove tegenwoordig Woudeborgh | 19e eeuw   | langhuisboerderij         | -                                                                 | **         |
|            | 28     | Helenahoeve                      | 1965       | langhuisboerderij         | volledige vernieuwing in 1965 op plek van oudere boerderij (1862) | **         |
|            | 32     | -                                | 1917       | boerderij                 | opdrachtgever: D. Verboom                                         | *          |
|            | 46     | Zeldenrust                       | 1917       | dwarshuisboerderij        | opdrachtgever: A.C. Hoogendijk architect: D. Beuker               | **         |
|            | 49     | Zuid-Borgh                       | 19e eeuw   | langhuisboerderij         | -                                                                 | **         |

## Trivia
- In april 1926 maakt een vliegtuig van het merk Fokker een noodlanding op een weiland in Cattenbroek. Het toestel raakt ernstig beschadigd, maar de inzittenden komen met de schrik vrij.[5]

## Media
- Autorit door Cattenbroek: van Montfoort richting Woerden

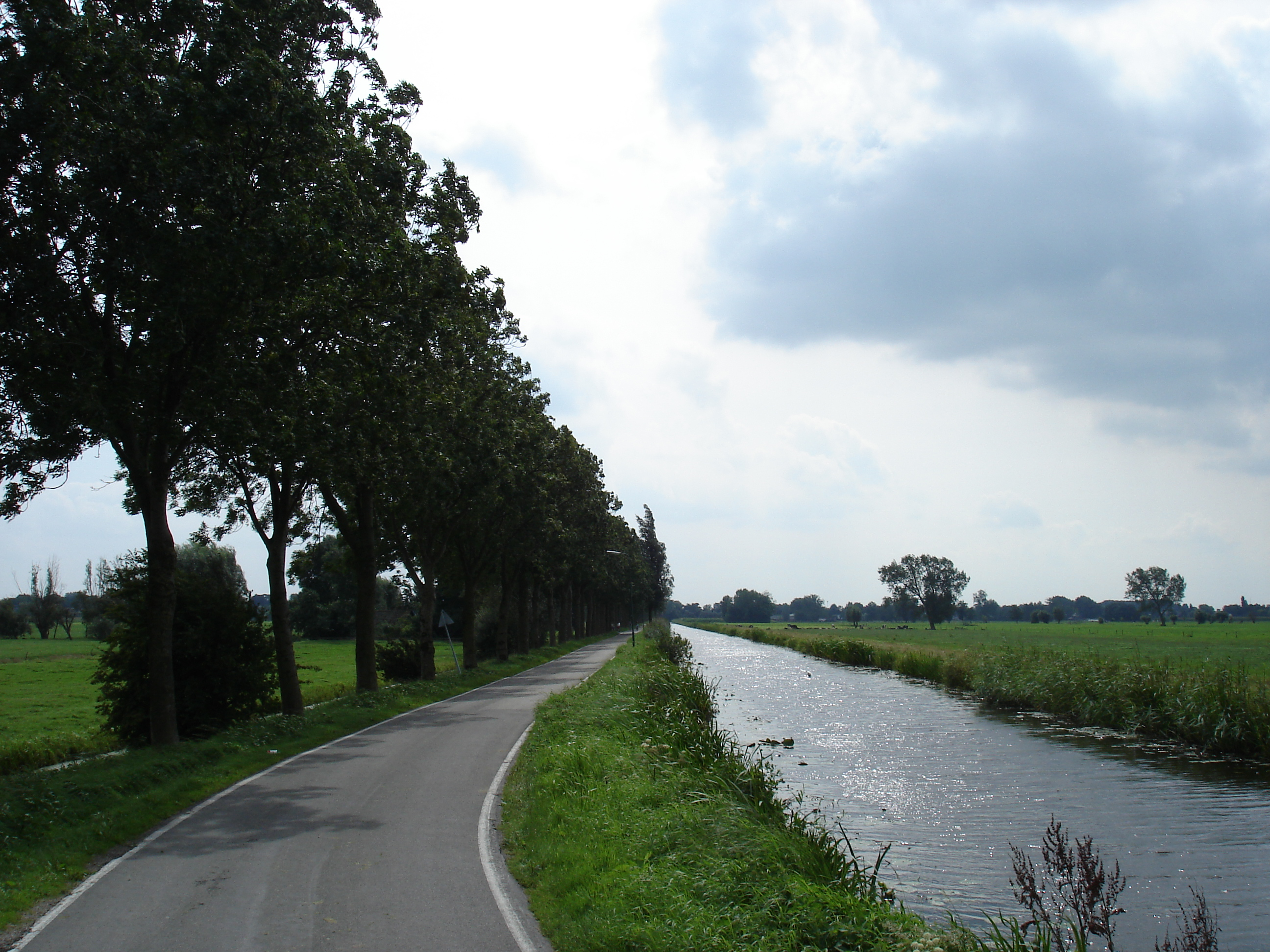
De Cattenbroekerdijk
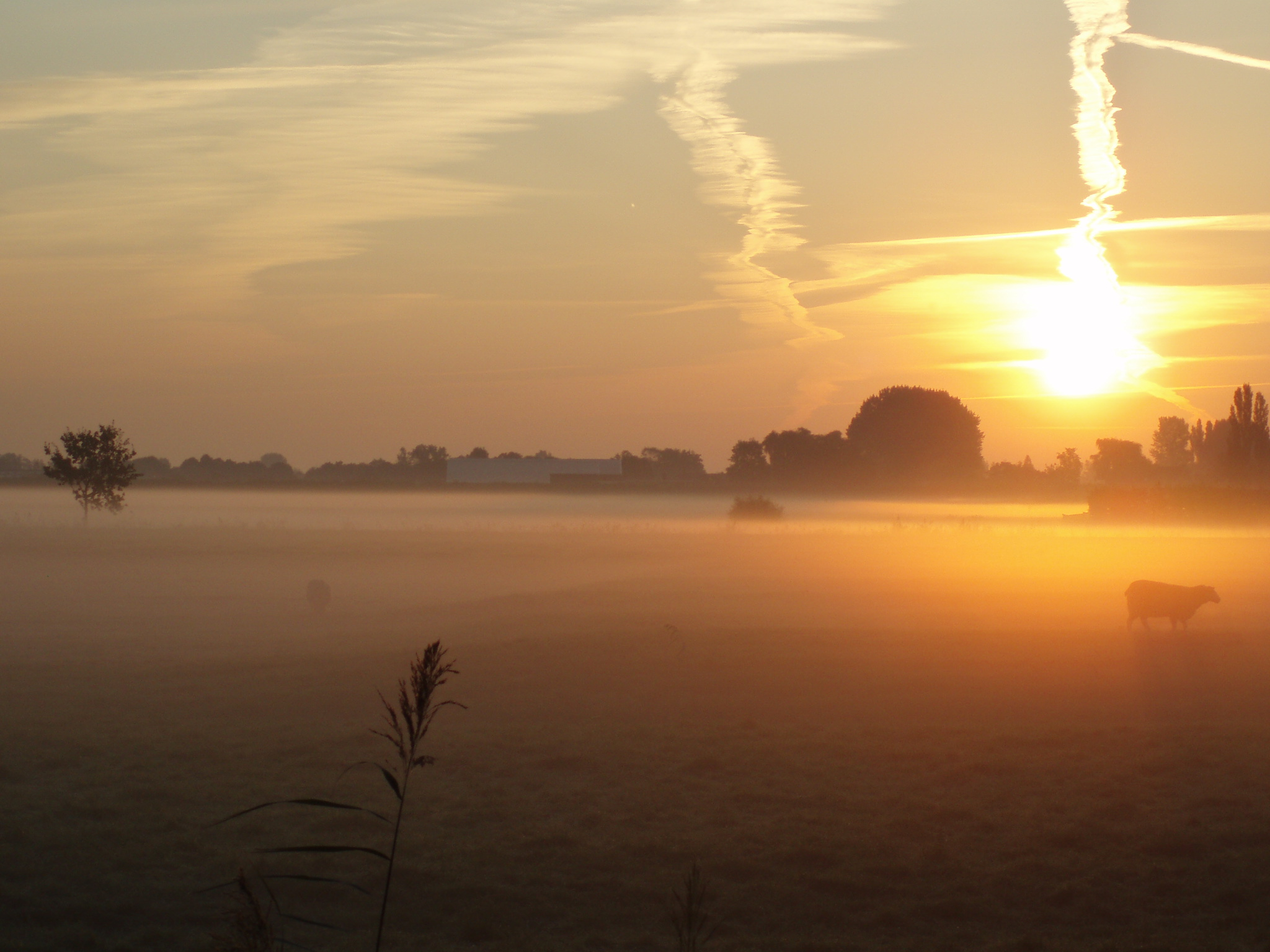
De polder in de ochtendmist
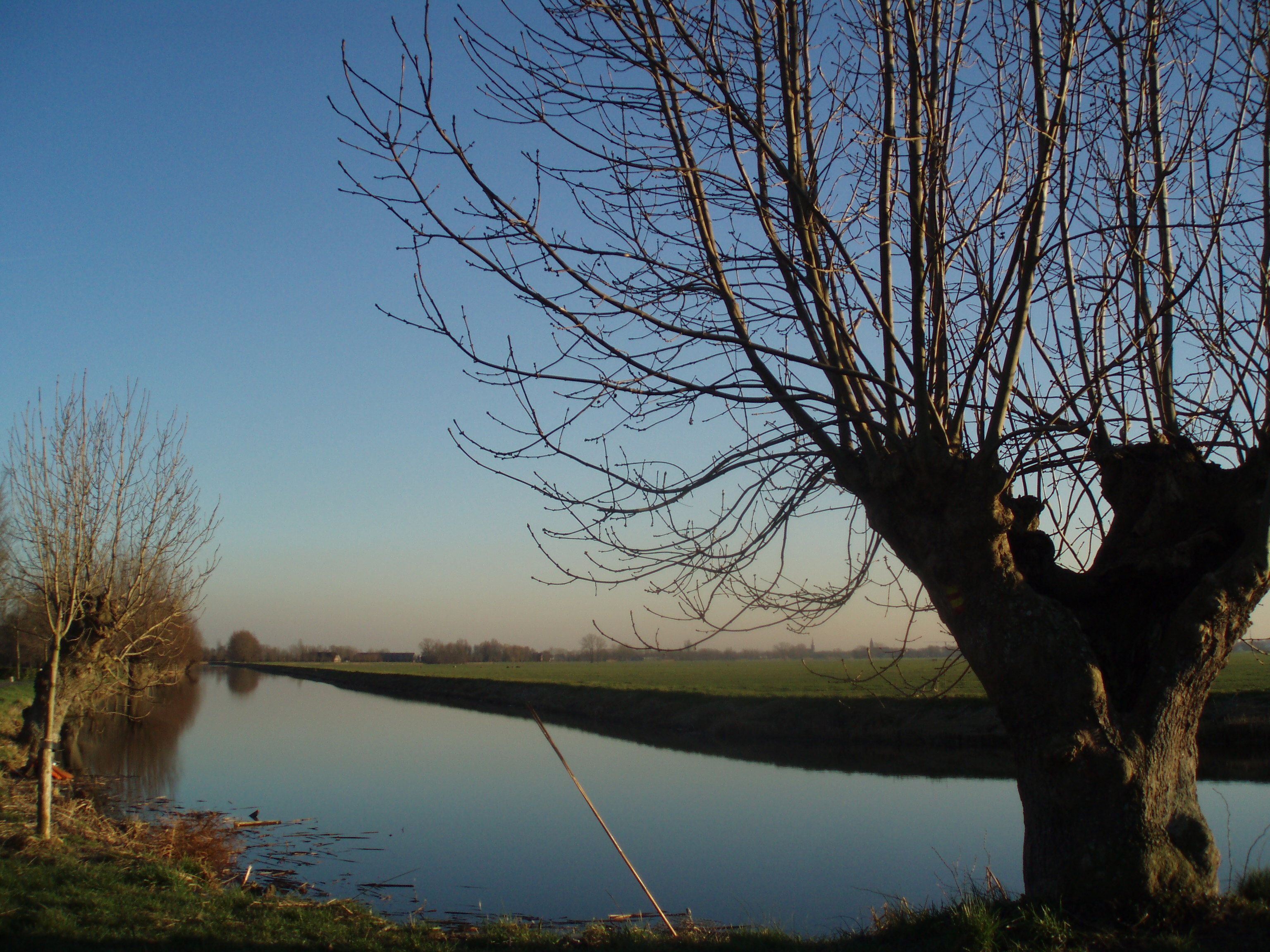
Montfoortse Vaart
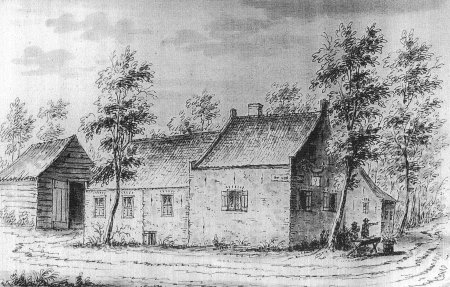
Herberg De Lindeboom in Cattenbroek, 1729

Stad: Montfoort

Dorpen en Buurtschappen: Achthoven-West · Achthoven-Oost · Blokland · Cattenbroek · Heeswijk · Knollemanshoek · Linschoten · Mastwijk · Snelrewaard · Willeskop

Utrecht · Plaatsen in de provincie      Nederland · Provincies · Gemeenten
Wijken van Woerden: Bomen- en Bloemenkwartier · Molenvliet · Snel en Polanen · Schilderkwartier · Staatsliedenkwartier · Waterrijk

Dorpen: Harmelen · Kamerik · Kanis · De Meije · Zegveld

Buurtschappen: Barwoutswaarder · Bekenes · Breeveld · Breudijk · Cattenbroek · Geestdorp · Gerverscop · Harmelerwaard · Houtdijken · Kromwijk · Lagebroek · Mijzijde · Oud-Kamerik · Reijerscop · Rietveld · Teckop

Utrecht · Plaatsen in de provincie      Nederland · Provincies · Gemeenten